# Gongqingtuan Nongchang (bondby i Kina, Xinjiang Uygur Zizhiqu, lat 44,29, long 87,43)
Gongqingtuan Nongchang (kinesiska: 共青团农场) är en bondby i Kina. Den ligger i den autonoma regionen Xinjiang, i den nordvästra delen av landet, omkring 56 kilometer norr om regionhuvudstaden Ürümqi. Antalet invånare är 2 111. Befolkningen består av 994 kvinnor och 1 117 män. Barn under 15 år utgör 16,0 %, vuxna 15-64 år 80 %, och äldre över 65 år 3,0 %.
Runt Gongqingtuan Nongchang är det ganska tätbefolkat, med 62 invånare per kvadratkilometer. Närmaste större samhälle är Wujiaqu, 15,9 km sydost om Gongqingtuan Nongchang. Trakten runt Gongqingtuan Nongchang består i huvudsak av gräsmarker.
Genomsnittlig årsnederbörd är 188 millimeter. Den regnigaste månaden är juli, med i genomsnitt 26 mm nederbörd, och den torraste är januari, med 8 mm nederbörd.